# Toxostoma crissale
A Toxostoma crissale a madarak osztályának a verébalakúak (Passeriformes) rendjéhez és a gezerigófélék (Mimidae) családjához tartozó faj.

## Rendszerezése
A fajt Thomas Charles Henry ornitológus írta le 1858-ban.

## Alfajai
- Toxostoma crissale coloradense van Rossem, 1946
- Toxostoma crissale crissale Henry, 1858
- Toxostoma crissale dumosum R. T. Moore, 1941[2]

## Előfordulása
Az Amerikai Egyesült Államok délnyugati részén, valamint Mexikó területén honos. Természetes élőhelyei a szubtrópusi vagy trópusi cserjések. Állandó, nem vonuló faj.

## Megjelenése
Testhossza 31 centiméter.

## Életmódja
Főleg rovarokkal táplálkozik, de magvakat és bogyókat is fogyaszt.

## Természetvédelmi helyzete
Az elterjedési területe rendkívül nagy, egyedszáma pedig stabil. A Természetvédelmi Világszövetség Vörös listáján nem fenyegetett fajként szerepel.